# 池田将太
池田将太（いけだ しょうた、1998年7月-）は日本の起業家、経営者。ハチドリソーラー代表取締役、ハチドリ電力代表、一般社団法人こども水力発電所理事を務める。

## 略歴
1998年7月、千葉県船橋市に生まれる。小学校から高校まではプロ野球選手を目指し、野球に熱中する生活を送る。麗澤大学に入学後、JICA出身の恩師の助言のもと、国際協力活動を開始。ミクロネシア連邦に赴き、現地で生活する人々の豊かさを感じる一方で、環境問題を目の当たりにする。以降、現地小学校の環境教育活動や廃タイヤを活用し、サンダルを作る事業を現地の学生と共同で行う。
在学中、助成金に頼らざるをえないボランティア活動の限界を感じ起業家を志し、金融機関を回るもお金を借りられず断念。
大学卒業後の2021年4月、株式会社ボーダレスジャパンに社会起業家として参画した。同年10月、「自然エネルギーが主電源の未来を創る」をミッションに、定額太陽光サービス「ハチドリソーラー」を創業。2023年12月、ボーダレス・ジャパンの電力小売事業「ハチドリ電力」の新代表に就任した。

## 人物
- 学生時代、社会起業家を志した池田は、すぐにでも資金調達をしなければと思い、当時アルバイト給料の入金口座をみずほ銀行にしていたため、同行の窓口に出向き、ミクロネシアでの経験を詰め込んだパワポで100万円の融資を求めるプレゼンテーションを行った[7]。その後もベンチャーキャピタル、企業の社長にプレゼンテーションを実施。

- 池田がエネルギー問題に注力している理由は、ミクロネシア連邦で暮らす友人の家が、海面上昇の影響により流されてしまったことを知り、地球温暖化問題への懸念から[8]。

- 環境省「中央環境審議会地球環境部会2050年ネットゼロ実現に向けた気候変動対策検討小委員会」委員を務める[9]。日本政府は2035年度までに温室効果ガス排出量を13年度比で60％削減する計画を閣議決定したが、池田は少なくとも75％の排出削減を検討するよう要請。同時に、日本が排出国の上位であり続ける中で、審議会会合が真の議論を妨げていると強く抗議した[10]。